# Channel Zero (album)
Channel Zero is het debuutalbum van de Belgische band Channel Zero.

## Tracklist
1. No Light (At the End of Their Tunnel) - 6'20
2. Tales of Worship - 5'32
3. The Pioneer - 3'56
4. Succeed or Bleed - 5'49
5. Never Alone - 3'52
6. Inspiration to Violence - 5'42
7. Painful Jokes - 5'54
8. Save Me - 4'57
9. Animation - 5'40
10. Run With the Torch - 4'35

## Meewerkende muzikanten
- Muzikanten:
  - Franky De Smet-Van Damme (zang)
  - Olivier De Martino (basgitaar)
  - Patrice Hubloux (gitaar)
  - Phil Baheux (drums)
  - Xavier Carion (gitaar)
  - Christophe Depree (gitaar)